# Macuru-de-peito-preto
Macuru-de-peito-preto (Notharchus pectoralis) é uma espécie de ave da família Bucconidae. Pode ser encontrada nos seguintes países: Colômbia, Equador e Panamá. Os seus habitats naturais são: florestas subtropicais ou tropicais húmidas de baixa altitude e florestas secundárias altamente degradadas.